# 김효종 (신라)
김효종(金孝宗)은 신라시대의 왕족으로, 아명은 화달(化達)이며, 효종랑(孝宗郞) 혹은 효종공(孝宗公)이라고 한다. 신라시대 화랑의 거두자 풍월주이며, 국선(國仙)이다.

## 생애
문성왕의 현손(玄孫)이며, 아버지는 의흥왕(懿興王)에 추봉된 각간(角干) 김인경(金仁慶. 일명 김실홍)이다. 벼슬이 대아찬(大阿飡)이다. 아들 김부(金傅)가 경순왕에 즉위하면서 '신흥왕'(神興王)에 추봉되었다.
교과서 상 『효녀지은설화』의 주인공이다. 《삼국사기》에 『효녀지은(孝女知恩)』의 이야기가 있는데, 효종랑(孝宗郞)은 1,000명이나 되는 화랑도(花郞徒)의 우두머리다. 그가 화랑으로 있을 때 낭도들로부터 한기부(漢祇部. 신라의 서울) 백성 연권(連權)의 딸 지은(知恩)이 어려서 아버지를 여의고 홀몸이 된 어머니를 봉양하면서 시집도 못가고 어머니를 극진히 섬긴다는 이야기를 듣고 그 효성에 감복하여 자신의 부모에게 청하여 조 100섬과 의복을 보내어 지은(知恩)의 살림을 돕게 하였다. 또 이를 본 낭도(郎徒) 몇천 명도 각각 조 1섬씩을 거두어 보냈다.
이러한 미담이 정강왕에게 알려지게 되어 그 인연으로 그는 정강왕의 형인 헌강왕의 딸을 아내로 삼게 되었는데, 그녀가 계아부인(桂娥夫人) 김씨이다.

## 가계
- 고조부 : 문성왕(文聖王)
- 고조모 : 소명왕후 박씨(炤明王后 朴氏)
- 증조부 : 김안(金安), 상대등
- 증조모 : 미상
- 조부 : 김민공(金敏恭), 각간(角干) 또는 시중(侍中)
- 조모 : 미상
- 부 : 김인경(金仁慶, 일명 김실홍(金實虹)), 각간(角干) 또는 이찬(伊飡)[2]
- 모 : 미상
  - 부인 : 계아부인(桂娥夫人) - 헌강왕의 둘째딸
    - 아들 : 김응겸(金應兼)
    - 아들 : 경순왕 김부(金傅)
    - 며느리 : 죽방부인(竹房夫人)
      - 손자 : 마의태자(麻衣太子) 김일(金一)
      - 손자 : 김덕지(金德摯), 승명 범공(梵空)

    - 며느리 : 낙랑공주 왕씨(樂浪公主 王氏) - 고려 태조의 첫째 딸
      - 손녀 : 헌숙왕후 김씨(獻肅王后 金氏)-고려 경종 왕주(王伷)에게 출가

    - 며느리 : 부인 왕씨(夫人 王氏) - 고려 태조의 아홉째 딸

## 김효종이 등장하는 작품
- 《태조 왕건》(KBS, 2000년~2002년, 배우:김효원)